# Dicranomyia parvati
Dicranomyia parvati är en tvåvingeart som först beskrevs av Alexander 1967.  Dicranomyia parvati ingår i släktet Dicranomyia och familjen småharkrankar. Inga underarter finns listade i Catalogue of Life.